# Lycée Chaptal
Das Lycée Chaptal, ehemals Collège Chaptal, ist eine große Sekundarschule im 8. Arrondissement von Paris, benannt nach Jean-Antoine Chaptal, mit rund 2.000 Schülern. Es wurde 1848 von der Pariser Kommune übernommen, nachdem der Gründer in finanzielle Schwierigkeiten geraten war. Von den Schülern wurde erwartet, dass sie eine Karriere im Handel oder in der Produktion anstreben. Der Lehrplan war für seine Zeit innovativ, mit einem Schwerpunkt auf Französisch statt klassischen Studien und modernen Sprachen und Wissenschaften. Zunächst war es hauptsächlich ein Jungeninternat, heute ist es eine koedukative Tagesschule. Die heutigen Gebäude wurden 1876 fertiggestellt.

## Ehemalige Schüler
- Jean Anouilh (1910–1987), Dramatiker
- Cyril Abiteboul (* 1977), Motorsport-Ingenieur und -Manager
- André Breton (1896–1966), Dichter, Schriftsteller und der wichtigste Theoretiker des Surrealismus
- Marine Delterme (* 1970), Schauspielerin
- André Derain (1880–1954), Künstler
- Alfred Dreyfus (1859–1935), Offizier
- Eugène Freyssinet (1879–1962), Bauingenieur
- Albert Gleizes (1881–1953), Maler[4]
- Daniel Hechter (* 1938), Modeschöpfer
- Michel Houellebecq (* 1956), Schriftsteller
- Magdeleine Paz (1889–1973), Schriftstellerin
- Nicolas Sarkozy (* 1955), Politiker